# ソード・マニアック
『ソード・マニアック』 (Sword MANIAC) は、1994年2月11日に日本の東芝EMIから発売されたスーパーファミコン用横スクロールアクションゲーム。
日本国外では『X-Kaliber 2097』のタイトルで北米ではアクティビジョン、欧州ではSony Imagesoft（現・ソニー・インタラクティブエンタテインメント）から発売された。
伝説の魔剣を操る刑事である主人公のギアを操作し、2047年のニューヨークを舞台に秘密組織を壊滅し攫われた恋人を救出する事を目的としている。通常面は横スクロールになっているが、ボス戦では対戦型格闘ゲームのように一対一の戦いとなる事を特徴としている。
開発はフューパックおよびウインズが行い、プロデューサーはメガドライブ用ソフト『マスターオブモンスターズ』（1991年）を手掛けた大橋良彦および後にヴァージンインタラクティブのスーパーファミコン用ソフト『美食戦隊薔薇野郎』（1995年）を手掛けた梅木克彦、ディレクターおよびゲーム・デザインはゲームギア用ソフト『ヘッドバスター』（1991年）を手掛けた小山英二、音楽はクエストのスーパーファミコン用ソフト『伝説のオウガバトル』（1993年）を手掛けた松尾早人および崎元仁が担当している。

## 概要
本作は政府の堕落（海外版では経済の破たんと政府の崩壊）によって荒廃して組織犯罪が横行する2047年（海外版では2097年）の世界を舞台とした横スクロールアクションゲームである。
通常ステージは横スクロールアクションゲームとしての形式をとるが、ボス戦は対戦型格闘ゲームを思わせるような一対一の戦いである。通常の横スクロールアクションモードとオプションモード以外にも、主人公とステージボスを使った対戦モード（同キャラクター戦も可能）も用意されている。
日本国外版は日本語版と比べるとキャラクターの名称や音楽が全く異なり、一部キャラクターの設定も変更されている。

## 登場人物

### 主要キャラクター
カッコ内は日本国外での名称。
ギア（Slash）
本作の主人公。伝説の魔剣を操る刑事で、A級殺人許可証を持っている。
日本国外版では魔剣に「エクスカリバー」という名がつけられている。
シンシア（Alix）
ギアの恋人。ジーク・ダインによって攫われる。

### 敵キャラクター
タトゥーマン(Tattoo)
ステージ1ボス。緑色の肌と胴体に彫られたバラの刺青が特徴の巨漢。デモシーンではオカマ口調で喋る。
TT(Chainsaw)
ステージ2ボス。当初は人間の姿で登場するが、ダメージが蓄積すると徐々に機械部分が露出していく。
カクテル（Kane）
ステージ3ボス。ジーク・ダインの腹心の部下。ステッキを振り回し、山高帽をブーメランのように飛ばしてくる。
Dr.マッド（Dr. Blast）
ステージ4ボス。犯罪帝国ジークの科学主任。最初は人間の姿をしているが、途中から自らに昆虫のDNAを投与して人間サイズの昆虫へと変貌する。
ジーク・ダイン(Raptor)
ステージ5ボス。サイバーダインと呼ばれる人工種族の長で、ネオ・ニューヨークを「犯罪帝国ジーク」に変貌させた張本人。
海外版ではエクスカリバーの入手をもくろんでいる上に世界征服を目指している。
クレーピー（Spuke）
ステージ6ボス。魔おうの部下。ジーク・ダインに力を貸す怪人。
魔おう(Krux)
本作の最終ボス。巨体キャラクターなので対戦モードでは選択不可。
日本語版ではそのまま悪魔の長だが、海外版ではエイリアンという設定である。

## 音楽
日本で発売されたバージョンの音楽は崎元仁と松尾早人が制作した。
アメリカ合衆国で発売されたバージョンの音楽は、現地のインダストリアル・ミュージックバンドであるサイコソニックが担当しており、本作の広告等にバンドの楽曲が使われたほか、マニュアルにもサウンドトラックの項目があった。

## スタッフ
- エグゼクティブ・プロデューサー：ながしまたかひこ
- プロデューサー：大橋良彦、梅木克彦
- ディレクター：もりしまなおき、はかまだのぶゆき、小山英二
- ゲーム・デザイン：小山英二
- メイン・プログラム：藤島聡 (FUPAC)
- サブ・プログラム：しょうじかずん、嶋崎聡
- キャラクター・デザイン、ビジュアルシーン・グラフィック：RYU
- ビジュアル・スーパーバイザー：中井覚
- キャラクター・グラフィック：Peace Miyakawa、古田康芳
- 背景グラフィック：市丸雅彦、SHIBUYABUSHI
- スペシャル・モンスター・デザイン：岩谷比呂子、おかもとあきら、わたなべようへい、なかもとやすのり
- 音楽：松尾早人、崎元仁
- 効果音、サウンド・プログラム：榎木淳（オーパス）

## 評価
ゲーム誌『ファミコン通信』の「クロスレビュー」では、7・4・5・4の合計20点（満40点）、『ファミリーコンピュータMagazine』の読者投票による「ゲーム通信簿」での評価は以下の通りとなっており、19.7点（満30点）となっている。
| 項目 | キャラクタ | 音楽 | お買得度 | 操作性 | 熱中度 | オリジナリティ | 総合 |
| 得点 | 3.4        | 3.5  | 3.1      | 3.2    | 3.2    | 3.4            | 19.7 |